# Llista Unida
La Llista Unida (en letó: Apvienotais saraksts; AS) és una aliança política de centredreta i conservadora de Letònia.

## Història
La coalició es va crear l'1 de juliol de 2022, formada pel Partit Verd, l'Associació Letona de Regions, el Partit de Liepāja, així com l'associació "Llista Unida de Letònia". Més endavant, els líders del Partit Verd i l'Associació Edvards Smiltēns i Edgars Tavars es van convertir en els copresidents de la junta de la coalició, i Uldis Pīlēns va ser nomenat candidat a Primer Ministre.
A les eleccions legislatives de 2022 la coalició va obtenir l'11% i 15 diputats, entrant en el nou gabinet de Krišjānis Kariņš amb quatre Ministeris: Agricultura, Protecció del Medi Ambient i Desenvolupament Regional, Afers Interns, i Salut. Tanmateix, un any més tard la coalició va optar per mantenir-se a l'oposició amb la renúncia de Kariņš i la formació del nou govern.

## Membres
| Partit | Partit                                                  | Ideologia                  | Posició              | Líder            | Saeima  | MEPs  |
| ------ | ------------------------------------------------------- | -------------------------- | -------------------- | ---------------- | ------- | ----- |
|        | Associació Letona de Regions Latvijas Reģionu apvienība | Centrisme Regionalisme     | Centre               | Edvards Smiltēns | 7 / 100 | 0 / 9 |
|        | Partit Verd de Letònia Latvijas Zaļā partija            | Ecologisme Conservadorisme | Centre a centredreta | Edgars Tavars    | 4 / 100 | 0 / 9 |
|        | Partit de Liepāja Liepājas Partija                      | Localisme                  | Centre               | Uldis Sesks      | 1 / 100 | 0 / 9 |
|        | Independents                                            | Independents               | Independents         | Independents     | 3 / 100 | 1 / 9 |

## Resultats electorals

### Eleccions legislatives
| Any  | Líder        | Resultats | Resultats | Resultats | Resultats | Resultats | Pos. | Govern             |
| Any  | Líder        | Vots      | %         | ± pp      | Escons    | +/–       | Pos. | Govern             |
| ---- | ------------ | --------- | --------- | --------- | --------- | --------- | ---- | ------------------ |
| 2022 | Uldis Pīlēns | 100,631   | 11.14     | Nou       | 15 / 100  | Nou       | 3r   | Coalició (2022-23) |
| 2022 | Uldis Pīlēns | 100,631   | 11.14     | Nou       | 15 / 100  | Nou       | 3r   | Oposició (2023-)   |

### Parlament Europeu
| Any  | Líder          | Resultats | Resultats | Resultats | Resultats | Resultats | Pos. | Grup |
| Any  | Líder          | Vots      | %         | ±         | Escons    | +/–       | Pos. | Grup |
| ---- | -------------- | --------- | --------- | --------- | --------- | --------- | ---- | ---- |
| 2024 | Reinis Pozņaks | 42,551    | 8.27      | Nou       | 1 / 9     | Nou       | 4t   | ECR  |